# Fête
Pour les articles homonymes, voir Fête (homonymie).
 (avril 2025).
Si vous disposez d'ouvrages ou d'articles de référence ou si vous connaissez des sites web de qualité traitant du thème abordé ici, merci de compléter l'article en donnant les références utiles à sa vérifiabilité et en les liant à la section « Notes et références ».

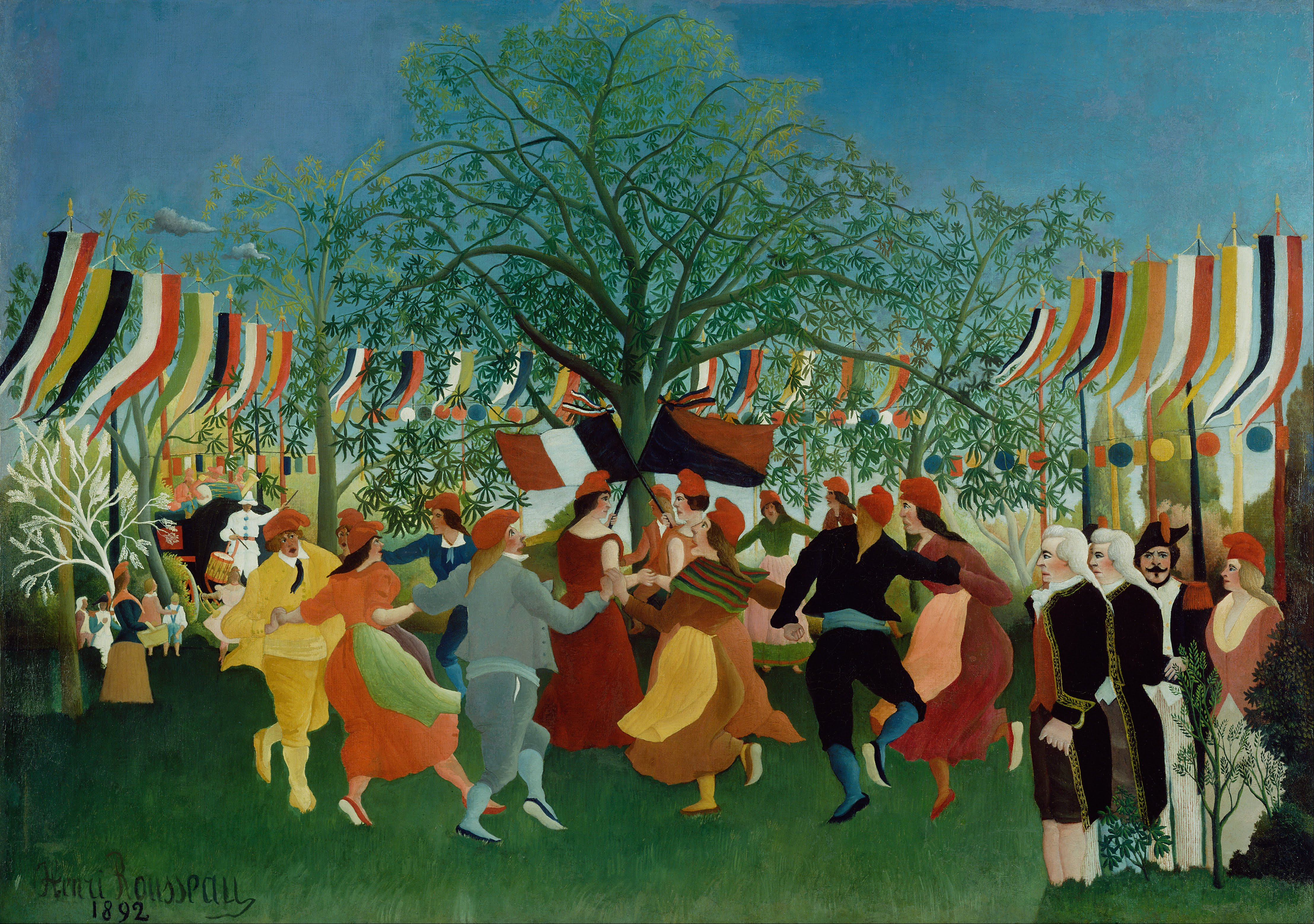
Un centenaire de l'Indépendance (1892), tableau du douanier Rousseau représentant une fête populaire en France.

Une fête est une période de réjouissance collective destinée à célébrer quelque chose ou quelqu'un. Une fête est limitée dans le temps. C'est un ensemble de personnes qui se réunissent dans le but de s'amuser et de profiter. Les funérailles ne sont pas considérées comme une fête. La fête peut devenir un devoir ou une obligation sociale, comme les préceptes catholiques (Noël, Pâques...) ou les fêtes nationales. Il existe des fêtes publiques, qui engagent une société tout entière, et des fêtes privées limitées à une famille, à une corporation, à des clients, etc.
La plupart des fêtes publiques occidentales sont d'origine chrétienne, ou des fêtes plus anciennes que le christianisme a assimilées ; certaines fêtes sont d'origine civile. La tradition laïque a introduit le terme de jour férié pour désigner les jours de fêtes publiques reconnus par la loi, qu'ils soient d'origine chrétienne ou non.
L'héortologie est la discipline des sciences humaines qui étudie les fêtes de tous les points de vue : sociologique, philosophique, historique et théologique.

## Anthropologie
Selon Jean Duvignaud, la fête est une parenthèse à l'intérieur de l'existence sociale et du règne de la nécessité. Elle est aussi ce qui peut conférer une raison d'être à la quotidienneté, d'où la tentation de multiplier les occasions de fêtes, au point, note Jean Duvignaud, que « certaines nations, certaines cultures se sont englouties dans la fête ».
Jean Duvignaud propose de dire qu'il y a une fête véritable, d'une grande diversité et où la spontanéité peut prendre une place, et qu'il y a une pseudo-fête, où tout est codifié. Jean-Jacques Rousseau a été d'un avis similaire, et pensait que la première se produisait surtout à la campagne, tandis que la seconde se produisait à la ville. Pour la première, il parle plutôt de fête, pour la seconde, de spectacle. C'est que, par delà ses formes, la fête se comprend à partir de deux tendances : l'une vers la spontanéité, l'autre vers la codification.
Pendant l'ancien régime, la fête pouvait avoir des formes diverses, telles processions religieuses, parades militaires, événements corporatistes, remémorations rituelles. Ces fêtes étaient l'occasion d'exercer une grande créativité. Mais, après la Révolution Française, le registre s'appauvrit grandement, et l'on assiste à une plus grande pression de la mise en scène du pouvoir politique, organisant un type de fête mettant en valeur les clivages en place.

### La fête: un moment seulement joyeux?
Elle est plutôt de l'ordre de ce que Sartre appelait l' « adhérence ». Tous sont censés participer d'un même élan, être emportés. La fête est un tourbillon qui semble abolir provisoirement les personnalités, mais donne pourtant à chacun l'occasion d'exprimer des désirs habituellement réprimés, serait-ce sur le mode de la farce. Ce paradoxe se comprend assez bien si l'on admet que la fête est sous le signe, non du Moi, mais du Ça. Il va généralement de soi que ce que l'on fait pendant la fête demeurera sans conséquences, précisément parce que l'on n'est pas censé être alors entièrement soi-même, il arrive que l'ivresse soit manifeste.
Néanmoins, selon Roger Caillois, c'est parce que sous nos climats l'ivresse et le masque ne vont guère de pair que nos fêtes ne prennent pas un tour plus violent. Personne ne peut alors prétendre incarner la violence légitime d'un dieu dont il porterait le masque. Au contraire, nos fêtes sont égalitaires, elles dénudent et démasquent par la dérision. Ailleurs, plus ritualisée, la fête n'est pas étrangère au tremendum, à l'épouvante caractéristique de la confrontation au Sacré que l'homme moderne ne connaît plus guère qu'au travers de certains films d'horreur.

## Types de fêtes

### Fêtes internationales
- Nouvel an
- Fête du Travail
- Fête de la Nature
- Fête de la musique
- Jour de la Terre
- Journée internationale des femmes
- Temps des fêtes

### Fêtes nationales

#### Amérique
- Mexique
- Canada
- Québec

#### Asie
- Japon

#### Europe
- Åland
- Allemagne
- Autriche
- Belgique
- Biélorussie
- Bosnie-Herzégovine
- Bulgarie
- Chypre
- Croatie
- Danemark
- Espagne
- Estonie
- Finlande
- France
- Géorgie
- Grèce
- Hongrie
- Irlande
- Italie
- Islande
- Lettonie
- Liechtenstein
- Luxembourg
- Macédoine du Nord
- Malte
- Monaco
- Norvège
- Pays-Bas
- Pologne
- Portugal
- Roumanie
- Royaume-Uni
- Russie
- Saint-Marin
- Slovaquie
- Suède
- Suisse
- Vatican

#### Afrique
- Bénin
- Côte d'Ivoire

### Fêtes locales
Il existe de très nombreuses fêtes locales, certaines traditionnelles (carnavals), d'autres inventées à une période récente afin de commémorer un évènement (par exemple la libération de la commune en 1944), relancer le lien social, l'attrait touristique ou l'activité économique d'un lieu. Ces fêtes sont souvent organisées autour d'un thème particulier ou d'un produit local, et généralement par les municipalités.
Ces fêtes sont appelées au Japon matsuri, et souvent liées à une célébration religieuse, shintoïste ou bouddhiste.

### Fêtes privées

#### Fêtes familiales

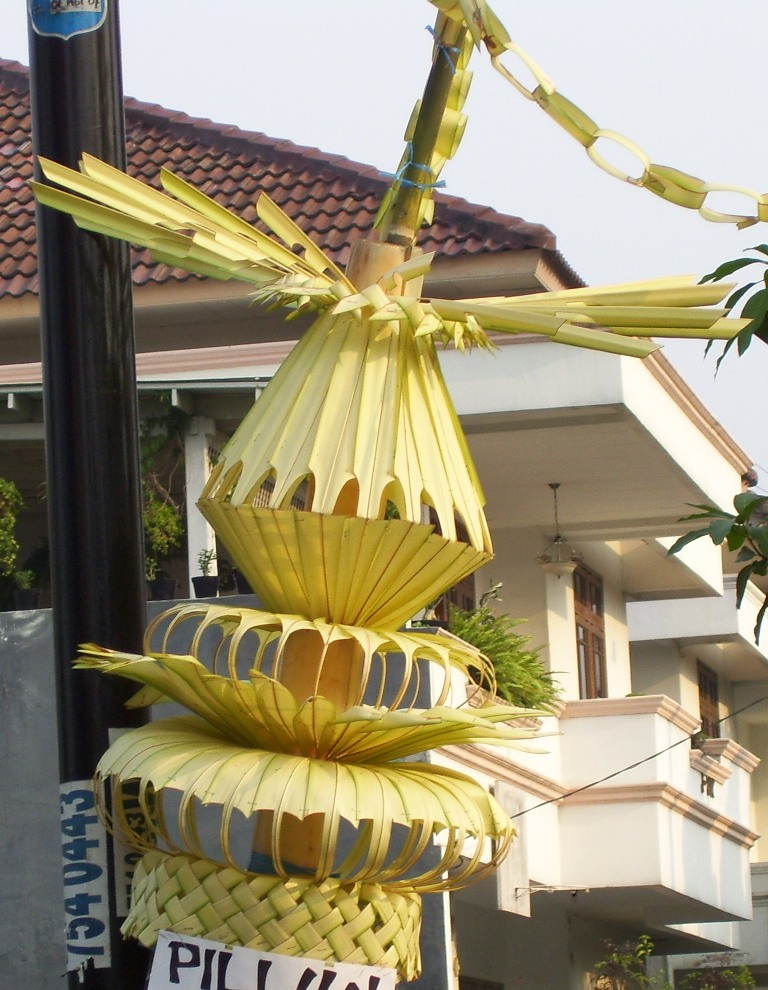
Janur, tressage de feuilles de palmier qui sert de décoration pour les fêtes en Indonésie.

Au-delà des fêtes religieuses, il existe des fêtes familiales fixes (« des partys de famille » au Québec), certaines propres à chaque famille, d'autres de caractère universel : anniversaires, anniversaires de mariage, ou fêtes des saints dans les familles chrétiennes.
Certaines fêtes sont à caractère unique destinée à célébrer un évènement de la vie : pendaison de crémaillère, succès à un examen, mariage, naissance (souvent de facto célébrée de façon religieuse), etc.

#### Les fêtes d'anniversaire
Les fêtes d'anniversaires revêtent un caractère particulier: elles célèbrent les membres d'une famille ou d'une communauté. Elles sont l'occasion de rassemblements donnant lieu à toutes sortes de décorations. Les fêtes pour enfants sont particulièrement colorées et joyeuses avec toutes sortes d'accessoires et de décorations spécifiques. Sobres de par le passé, la tendance est de donner des fêtes toujours plus colorées, plus accessoirisées.

#### Autres fêtes privées
Des fêtes privées sont également mises en place dans les institutions comme les entreprises (inaugurations, lancements de produits, fête de l'entreprise, anniversaire de l'entreprise, départs à la retraite, etc.), associations, etc.
Des fêtes privées sont également organisées, sans la recherche de prétexte, pour le seul but de « faire la fête ». C'est dans cette catégorie que se rangent par exemple, la rave party et la free party.

#### Notions
- Héortologie - étude des fêtes
- Tradition, Coutume, Folklore

#### Typologie
- Fête païenne
- Fête religieuse
- Fête des morts
- Carnaval
- Fête de rue
- Free party
- Jubilé
- Indépendance
- Fête foraine
- Fête du Travail
- Liste des fêtes de la pomme de terre